# سگ آبی
سگ آبی یا بیدَستَر (پارسی میانه: ببرَگ) (نام علمی: Castor) (انگلیسی Beaver) سرده‌ای از جوندگان شب‌زی و نیمه‌آبزی شامل دو گونه سگ آبی آمریکایی (بومی آمریکای شمالی) و سگ آبی اوراسیایی (بومی اروپا و بخشی از آسیا) است.
سگ‌های آبی به دلیل ساخت سد، کانال و خانه‌های چوبی بسیار پرآوازه‌اند. آن‌ها پس از برگچه‌خوار دومین جوندهٔ بزرگ دنیا هستند. یک گروه از آن‌ها معمولاً به ساخت یک یا دو سد می‌پردازند تا آب ساکن و عمیق ایجاد کرده باشند تا به وسیلهٔ آن هم خانوادهٔ خود را از دسترس شکارچیان دور نگه داشته باشند و هم بتوانند غذا و مواد مورد نیاز برای ساخت خانه را در آن آب شناور کنند و به آسانی جابجا کنند.
شکار گسترده برای استفاده از پوست این جانور و همچنین تخریب اکوسیستم‌های آبی باعث کاهش شدید جمعیت این جانور شده‌است. به‌ویژه سگ آبی اروپایی در سال ۱۹۰۰ در آستانه انقراض قرار گرفته بود اما پس از آن با حفاظت مناسب جمعیت آن افزایش یافته و به بسیاری از نقاطی که پیشتر منقرض شده بود بازگشت. جمعیت سگ‌های آبی آمریکای شمالی هم‌زمانی بیش از ۶۰ میلیون بود اما در سال ۱۹۸۸ جمعیت آن‌ها به ۶ تا ۱۲ میلیون رسیده‌است. از آنجایی که این جانوران به بریدن درخت‌ها و ایجاد آبراهه‌ها می‌پردازند، از بین رفتن آن‌ها در یک منطقه باعث تغییر قابل توجهی در اکوسیستم می‌شود که بر جانوران و گیاهان دیگر هم تأثیرگذار خواهد بود.
سگ آبی جانور ملی رسمی کشور کانادا از سال ۱۹۷۵ به این سو است.
همچنین حیوان شانس بیار و نماد دانشگاه ام آی تی است.

## عمومی
سگ‌های آبی به دلیل ویژگی‌هایی که دارند بسیار شناخته شده‌اند، آن‌ها بر روی رودخانه‌ها و جریان‌های آب سد می‌زنند و در آبگیری که خود ساخته‌اند خانه می‌سازند. از آن جایی که جابجایی مواد لازم برای ساخت خانه در سطح زمین برای آن‌ها مشکل است، آن‌ها کانال‌هایی را می‌سازند تا از راه آن‌ها مواد خام ساخت خانه را جابجا کنند. آن‌ها دندان‌های جلوی قدرتمندی دارند که از آن‌ها برای بریدن درختان برای ساخت خانه یا بریدن دیگر گیاهان برای خوراک استفاده می‌کنند. در صورتی که آبگیر مناسبی وجود نداشته باشد، سگ‌های آبی مجبورند نخست یک سد و بعد خانهٔ خود را بسازند. آن‌ها برای ساخت خانه اول ستونک‌های عمودی را نصب می‌کنند و بعد فضای خالی میان آن‌ها را با نصب افقی (متقاطع) شاخه‌های درختان پر می‌کنند، آنگاه باز اگر فضای خالی میان شاخه‌ها وجود داشت آن را با مخلوطی از گِل و علف پر می‌کنند تا زمانی که اندازهٔ کافی آب وارد آبگیر سد آن‌ها بشود و آب خانشان را احاطه کند.

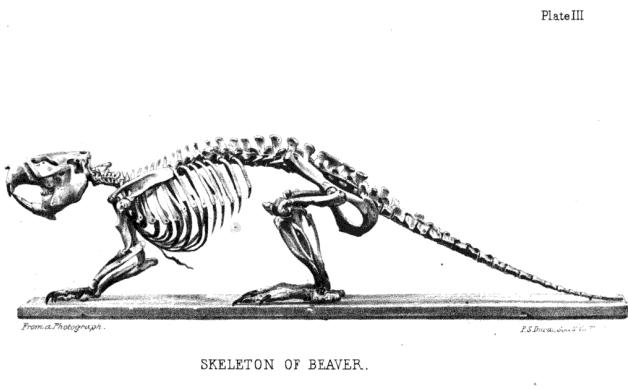
استخوان‌بندی یک سگ آبی

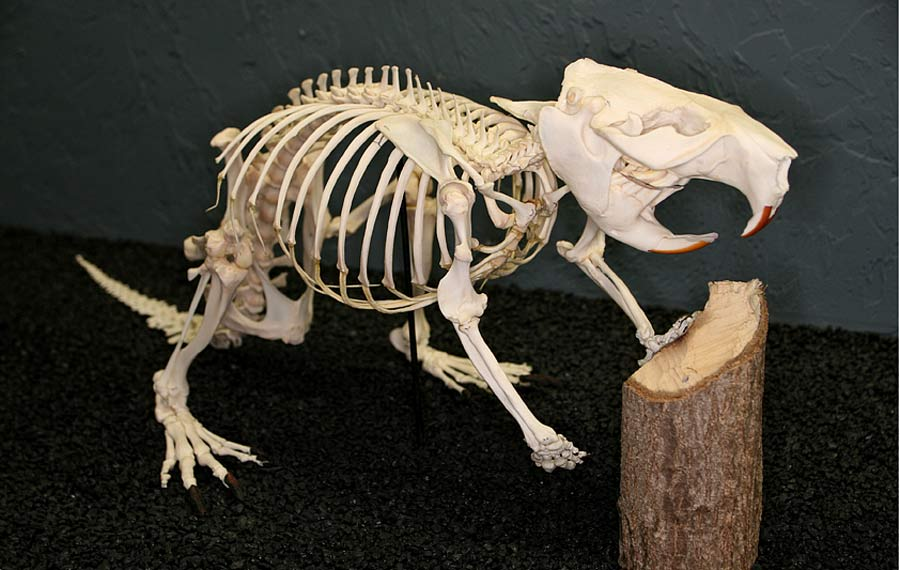
نمایش استخوان بندی یک سگ آبی در موزه استخوان‌شناسی اوکلاهما

یکی دیگر از رفتارهای ویژهٔ این جانور، عملکرد آن‌ها در هنگام ترس و روش هشدار دادن آن‌ها به دیگران است: هرگاه یکی از سگ‌های آبی شناگر بترسد و احساس خطر کند به سرعت به درون آب شیرجه می‌زند و با دم پهنش به شدت بر روی آب می‌کوبد به گونه‌ای که در فاصلهٔ دوری در زیر آب و روی آب صدایش قابل شنیدن باشد، با این کار دیگر سگ‌های آبی که در آن نزدیکی هستند با خبر می‌شوند. هرگاه یکی از سگ‌های آبی اعلام خطر کند دیگران به محض آگاهی به سرعت به درون آب شیرجه می‌زنند و تا مدتی به یکدیگر نزدیک نمی‌شوند. سگ‌های آبی بر روی زمین بسیار کندند ولی در مقابل شناگران ماهری اند و می‌توانند تا ۱۵ دقیقه زیر آب دوام بیاورند.
این جانور گیاه‌خوار است. درختان مورد علاقهٔ آن عبارتند از: بید مجنون، توسکا، توس، افرا، گیلاس و چند گونه از صنوبر (Populus sect. Argiros و Populus tremuloides). همچنین سگ‌های آبی از نیلوفر آبی، گیاهان کف آبگیر و زنبق زرد (sedge) نیز تغذیه می‌کنند.
سگ‌های آبی خواب زمستانی ندارند. آن‌ها در میان ستونک‌های آبگیرشان، تکه‌های چوب و علف را برای خوردن ذخیره می‌کنند. بعضی از ستونک‌های آن‌ها از سطح آب بیرون می‌زند، این کار باعث می‌شود تا در زمستان برف بر روی این ستونک‌ها جمع شود و آب درون و دور ستونک‌ها و در نتیجه غذایی که آنجا نگهداری می‌کنند یخ نزد همچنین فضایی برای سگ‌های آبی است که بتوانند از زیر آب بیرون بیایند و نفس بکشند.
فسیل‌های به جای مانده از سگ‌های آبی در میان کودهای گیاهی و دیگر مواد ته‌نشینی سطحی در بریتانیا و منطقه‌های قاره‌ای اروپا پیدا شده‌اند. منطقه‌های بریتانیا و سیبری در دورهٔ پلیستوسن تشکیل شده‌اند، این فسیل‌ها ی به جای مانده، خود نشان دهندهٔ سرده سگ‌های آبی غول پیکر هستند.
میان انگشتان پای عقب سگ آبی، پرده وجود دارد و انگشتان با این پردهٔ نازک به هم وصل‌اند. دم آن‌ها نیز پهن و زبر است. توان بینایی آن‌ها ضعیف است اما در مقابل شنوایی، بویایی و لامسهٔ بسیار خوبی دارند. دندان‌های آن‌ها نیز همواره در حال رشد است به همین دلیل در اثر جویدن چوب دچار فرسایش نمی‌شود. مینای چهار دندان جلویی آن‌ها از مادهٔ سخت نارنجی رنگی تشکیل شده‌است که در جلو قرار دارد و زیر آن عاج دندان قرار دارد که لایه‌ای نرم‌تر است. شکل دندان‌های جلوی آن‌ها که شبیه اسکنه است بوسیلهٔ خود آن‌ها ایجاد شده‌است، سگ‌های آبی با دندان زدن به سطوح مختلف به دندان‌های خود شکل مناسب را می‌دهند.
این جانوران همواره رشد می‌کنند در میان آن‌ها وزن ۲۵ کیلوگرم (۵۵ پوند) بسیار رایج است. جنس مادهٔ آن‌ها به بزرگی جنس نر هم سن خود و گاهی بزرگتر نیز است که این موضوع در میان پستانداران معمول نیست. سگ‌های آبی در محیط وحشی خود تا ۲۴ سال عمر می‌کنند.

## دلیل نام‌گذاری
نام انگلیسی سگ‌های آبی beaver است. این نام از واژه حیوان در زبان نیا-هندواروپایی گرفته شده‌است. همچنین واژهٔ سانسکریت babhru به معنی قهوه‌ای، در زبان اوستایی bawra، لاتین fiber، آلمانی Biber، روس bobre، ریشهٔ bhru به معنی قهوه‌ای است و در زبان‌های رومی‌تبار، برنز و Burnish است.

## گونه‌ها
آن‌ها تنها اعضای زندهٔ تیرهٔ بیدستران هستند که تنها یک سرده، بیدستر، دارند. پژوهشهای ژنتیک نشان داده‌است که سگ‌های آبی اروپایی با گونهٔ آمریکایی تفاوت دارند و نوع جفت‌گیری آن‌ها نیز شبیه هم نیست. نزدیکترین جانور به سگ‌های آبی، سنجاب است که برخی از ویژگی‌های استخوان بندی بدنش مانند جمجمه و فک پایین به یکدیگر شبیه‌اند. در سنجاب‌ها دو استخوان اصلی (ساق پا و نازک‌نی) در نیمهٔ پایین پاها کاملاً جدا از هم است، دُم گرد و پُرمو است و زیستگاه آن‌ها بر روی درخت یا سطح زمین است. در سگ‌های آبی و بیدسترها این دو استخوان در انتها با هم تماس دارند. دُم آن‌ها فرورفته، پهن و پوست-پوست است و زیستگاهشان در آب است.

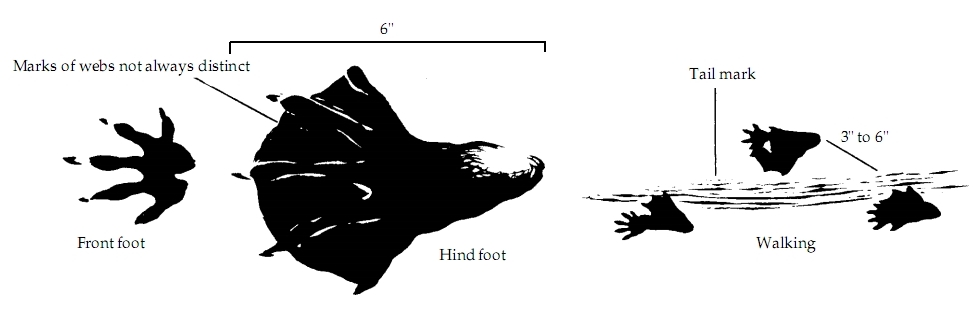
جای پای سگ آبی آمریکای شمالی

با وجود آنکه دو گونهٔ آمریکایی و آسیایی-اروپایی سگ‌های آبی در ظاهر به هم شبیه‌اند ولی در واقع تفاوت‌های مهمی میان آن‌ها وجود دارد. نوع اروپایی-آسیایی آن‌ها معمولاً بزرگتر اند، سرهای بزرگتری دارند که به اندازهٔ گونهٔ دیگر گرد نیست و پوزهٔ آن‌ها بلندتر و باریک‌تر است. خزهای بدنشان کم‌پشت‌تر، کوتاه‌تر و روشن‌تر است. دم آن‌ها باریک‌تر است و گردی انتهای آن کمتر است (کمتر به بیضی شبیه‌است) استخوان‌های ساق پای آن‌ها نسبت به گونهٔ آمریکای شمالی کوتاه‌تر است در نتیجه کمتر می‌توانند با کمک پاهای خود در زمین جابجا شوند. استخوان‌های بینی نوع آسیایی-اروپایی کشیده‌تر است. سوراخ‌های بینی گونهٔ آسیایی-اروپایی مثلثی است ولی در گونهٔ آمریکایی مربع شکل است. فرورفتگی استخوان پس سری در
آسیایی-اروپایی گرد است و در گونهٔ آمریکای شمالی مثلثی. کیسه‌های مقعدی (غده‌های مقعدی) در گونهٔ آسیایی-اروپایی بزرگتر است و دیوارهٔ نازکتری دارد و حجم داخلی آن‌ها نسبت به گونهٔ آمریکایی بیشتر است. ۶۶٪ سگ‌های آبی آسیایی-اروپایی خزهایی به رنگ قهوه‌ای کمرنگ یا نخودی دارند، ۲۰٪ آن‌ها قهوه‌ای مایل به قرمز اند، نزدیک به ۸٪ آن‌ها قهوه‌ای است و تنها ۴٪ آن‌ها مشکی است. ۵۰٪ سگ‌های آبی آمریکای شمالی خزهایی به رنگ قهوه‌ای کمرنگ دارند، ۲۵٪ آن‌ها قهوه‌ای مایل به قرمز، ۲۰٪ قهوه‌ای و ۶٪ سیاه‌اند.
گونه‌های سگ‌های آبی از دید ژنتیکی قابل مقایسه نیستند. آن‌هایی که مال آمریکای شمالی اند ۴۰ فام‌تن دارند درحالی که آسیایی-اروپایی‌ها، ۴۸ فام‌تن. در روسیه، بیش از ۲۷ بار تلاش شد تا میان این دو نژاد مختلف لقاح صورت گیرد که از آن میان در یک مورد که میان سگ آبی نر آمریکای شمالی و سگ آبی ماده آسیایی-اروپایی بود به جنین منجر شد که در آن یک مورد هم بچه مُرده به دنیا آمد. به دلیل همین تفاوت‌ها است که در مناطقی که هر دو گونه یافت می‌شود امکان اختلاط نژاد تقریباً ناممکن به نظر می‌رسد.

## یادداشت و منبع
1. ↑  electricpulp.com. "BEAVER – Encyclopaedia Iranica". www.iranicaonline.org (به انگلیسی). Retrieved 2018-07-29.
2. ↑  Nowak, Ronald M. ۱۹۹۱. pp. 364–367. Walker's Mammals of the World Fifth Edition, vol. I. Johns Hopkins University Press, Baltimore.
3. ↑  "جانوران ملی" (به انگلیسی). سی‌بی‌سی. Retrieved 31 October 2011.
4. ↑  «MIT History | MIT Facts». دریافت‌شده در ۲۰۱۹-۰۲-۲۷.
5. ↑  13.4.7. Managing Beaver to Benefit Waterfowl
6. ↑  "Beaver Biology". Beaver Solutions. Archived from the original on 14 April 2010. Retrieved 2010-03-15.
7. 1 2  Encyclopædia Britannica, 11th Ed.
8. 1 2  Kitchener, Andrew (2001). Beavers. Stowmarket: Whittet. p. 144. ISBN 1-873580-55-X.